# Wang Chung
Wang Chung est un groupe britannique associé au mouvement new wave. 
Fondé en 1979 par Jack Hues et Nick Feldman, il s'est d'abord appelé Huang Chung. Rebaptisé Wang Chung, il a rencontré de grands succès, surtout dans les classements nord-américains ainsi qu'en Océanie, alors que le marché britannique — dont il est pourtant originaire — a largement ignoré ses productions.

## Discographie
Wang Chung est surtout connu pour son tube international Dance Hall Days (sorti en deuxième version en 1983 sur l'album Points on the Curve, et en 1984 en single, après une première version en 1982 qui n'a pas eu de succès) qui s'est classé dans de nombreux hit-parades,. On peut citer d'autres succès comme Everybody Have Fun Tonight et Let's Go (tous deux parus en 1986). 
Dance Hall Days est une chanson présente sur la station de radio virtuelle Flash FM du jeu vidéo Grand Theft Auto: Vice City.

### Albums studio
- 1982 - Huang Chung
- 1983 - Points on the Curve
- 1985 - To Live and Die in L.A. (B.O. du film Police fédérale Los Angeles)
- 1986 - Mosaic
- 1989 - The Warmer Side of Cool
- 2012 - Tazer up!

### Compilations
- 1997 - Everybody Wang Chung Tonight: Wang Chung's Greatest Hits
- 2002 - 20th Century Masters - The Millennium Collection: The Best of Wang Chung
- 2019 - Orchesography (10 titres réenregistrés avec le Prague Philharmonic Orchestra)
- 2021 - Orchesography (Intrumentals)